# 웨스트민스터 예배모범
웨스트민스터 예배모범( Directory for Public Worship)는 1644년에 의회에서 정한 공적 예배에 관한 지침서이며, 성공회 기도서를 대체하였다.  이것은 웨스트민스터 총회에서 가장 먼저 정해졌으며,  총회 중 위원장은 스티븐 마셜이었다.  다른 위원회 의원으로는 토머스 영, 허버트 팔머, 찰스 헐리가 있다. 독립 회중교회를 대표하는 의원으로는 필립 나이, 토머스 굿윈이 있고, 스코틀랜드를 대표하여 알렉산더 헨더슨, 로버트 베일리, 조지 길레스피, 새뮤얼 루더포드가 있다.  문서는 필립 나이가 작성하였다.

## 내용
이 예배모법은 목회를 실행하는 데 사용하는 핸드북같은 형식이며, 주로, 병자를 방문하거나 설교에 관한 내용을 구체적으로 담고 있다.  이것은 공적 예배에서 성경으로부터 발췌한 '선하고 필요한 결과'에 의해 권고하도록 말하고 있다.
주된 강조점은 성경을 읽는 것에 있었다.  정경화된 성경을 순서 대로 읽음으로 한번에 신구약에서 한 장씩을 읽도록 하였다. 또한 설교자의 설교가 설교자 본인과 청중의 마음이 죄로 인하여 죄책을 얻도록 영향을 주어야 한다고 언급하였다.

## 참고 문헌
- 1645년 스코틀랜드에서 영어로 된 예배모범
- 1647년 웨스트민스터 총회에서 영어로 된 예배모범